# Kościół Matki Bożej Częstochowskiej w Mikołajowicach

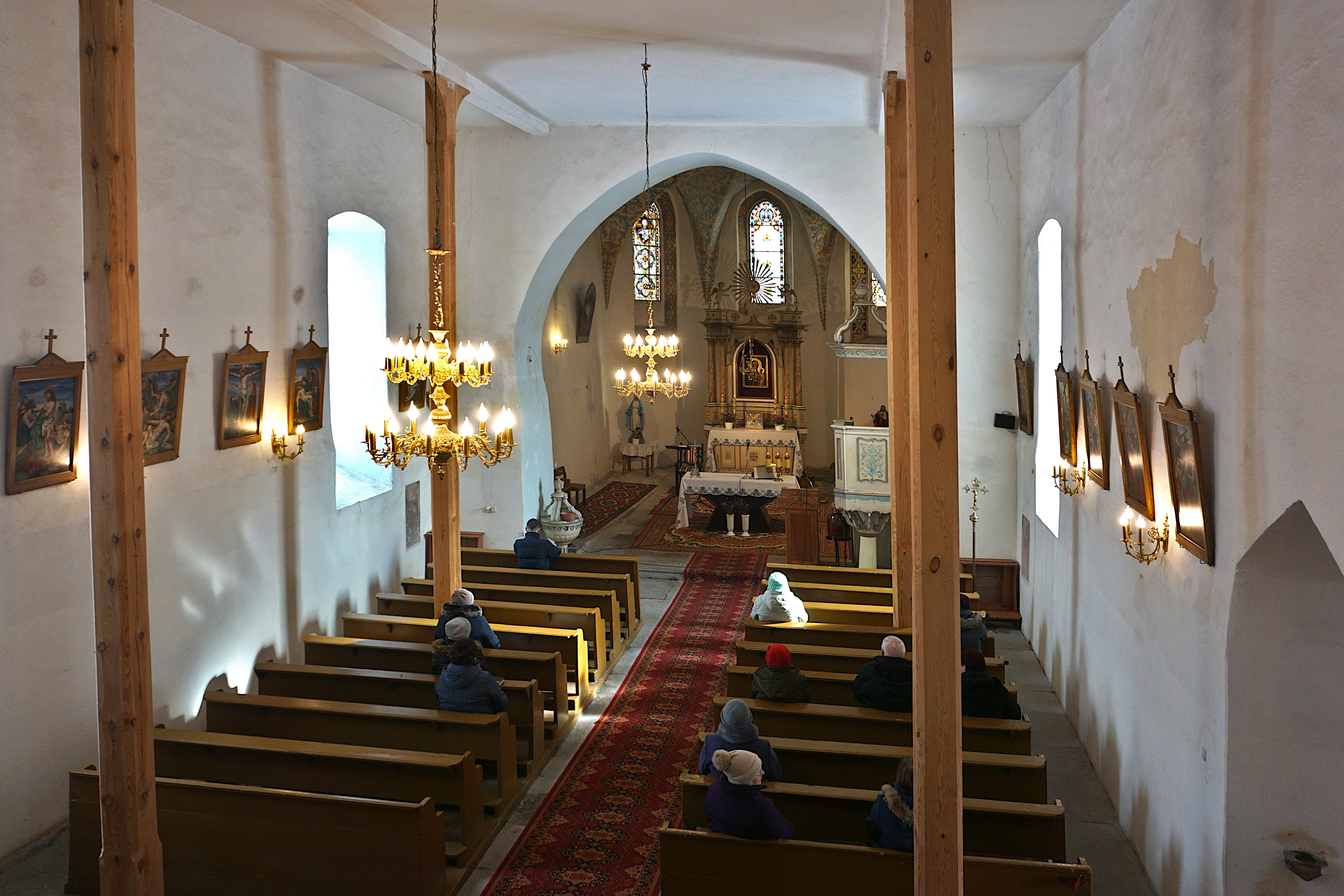
Wnętrze świątyni

Kościół Matki Bożej Częstochowskiej – rzymskokatolicki kościół filialny należący do parafii Podwyższenia Krzyża Świętego i św. Jadwigi Śląskiej w Legnickim Polu (dekanat Legnica Wschód diecezji legnickiej).

## Historia
Jest to świątynia reprezentująca styl gotycki wzniesiona na przełomie XV i XVI wieku, następnie została gruntownie przebudowana w XIX wieku i wyremontowana w XX wieku. Budowla jest orientowana, posiada prostokątną nawę i węższe, oskarpowane, sklepione prezbiterium zakończone wielobocznie. Kwadratowa wieża znajdująca się na osi jest zwieńczona iglicowym dachem hełmowym. We wnętrzu przetrwały pojedyncze elementy zabytkowego wyposażenia, m.in. gotyckie kamienne sakramentarium, wykonane w II połowie XV wieku, klasycystyczny ołtarz, ambona powstała na początku XIX wieku, organy wykonane w 1870 roku. W murach obwodowych świątyni zachowały się renesansowe i barokowe płyty nagrobne i epitafia, pochodzące z końca XVII i początku XVIII wieku.